# Joelinton
Joelinton Cassio Apolinário Lira, detto Joelinton (Aliança, 14 agosto 1996), è un calciatore brasiliano, attaccante o centrocampista del Newcastle Utd e della nazionale brasiliana.

## Caratteristiche tecniche
Inizia la sua carriera nel ruolo di centravanti, forte fisicamente ed abile nei duelli aerei.
Con Eddie Howe in panchina, viene spostato nel ruolo di mezzala di centrocampo. Nel ruolo nuovo dimostra la sua forza fisica, abilità nel recupero del pallone e un buon tempismo negli inserimenti.

## Carriera

### Club
Sport Recife
Inizia la sua carriera in patria con la maglia dello Sport Recife, con cui esegue tutta la trafila delle giovanili fino alla prima squadra. Il 23 novembre 2014 segna il suo primo goal tra i professionisti nel pareggio per 2-2 contro il Fluminense.
Hoffenheim e prestito al Rapid Vienna
Nel luglio del 2015 viene acquistato dal Hoffenheim.
L'1 luglio 2016 passa in prestito al Rapid Vienna dove trascorre due stagioni totalizzando 21 goal e 9 assist in 79 presenze totali.
Hoffenheim
Nel corso della stagione 2018/2019 ritorna a giocare per l'Hoffenheim, mettendo a segno 7 goal e 7 assist in 28 presenze di Bundesliga.
Newcastle United
Il 23 luglio 2019 viene acquistato dagli inglesi del Newcastle United per circa quaranta milioni di euro.
Il 25 agosto 2019 segna il suo primo goal decisivo per la vittoria in trasferta per 0-1 contro il Tottenham. Nel corso delle due stagioni successive viene impiegato con continuità ma trova pochi goal viaggiando ad una media di 4 reti stagionali da centravanti.
Nel corso della stagione 2022/2023 arriva la svolta, viene impiegato nel ruolo di mezzala di centrocampo con risultati convincenti. Grazie al tecnico Eddie Howe dimostra un ottimo dinamismo e diventa ben presto un uomo chiave per il Newcastle.
Il 13 dicembre 2023 segna un goal in Champions League nella gara della fase ai gironi persa per 1-2 contro il Milan.
Il 16 marzo 2025 scende in campo da titolare, contribuendo alla vittoria della Efl Cup per 2-1 contro il Liverpool.

### Nazionale
Nel maggio 2023 viene convocato per la prima volta dal Brasile. Esordisce il 17 giugno successivo, segnando anche una rete nell'amichevole vinta 4-1 contro la Guinea.

## Statistiche

### Presenze e reti nei club
Statistiche aggiornate al 16 marzo 2025.
| Stagione            | Squadra             | Campionato          | Campionato | Campionato | Coppe nazionali | Coppe nazionali | Coppe nazionali | Coppe continentali | Coppe continentali | Coppe continentali | Altre coppe | Altre coppe | Altre coppe | Totale | Totale |
| Stagione            | Squadra             | Comp                | Pres       | Reti       | Comp            | Pres            | Reti            | Comp               | Pres               | Reti               | Comp        | Pres        | Reti        | Pres   | Reti   |
| ------------------- | ------------------- | ------------------- | ---------- | ---------- | --------------- | --------------- | --------------- | ------------------ | ------------------ | ------------------ | ----------- | ----------- | ----------- | ------ | ------ |
| 2014                | Sport Recife        | A                   | 7          | 2          | CB              | 1               | 0               | -                  | -                  | -                  | CP          | 1           | 0           | 9      | 2      |
| 2015                | Sport Recife        | A                   | 5          | 1          | CB              | 5               | 1               | -                  | -                  | -                  | CP          | 20          | 3           | 30     | 5      |
| Totale Sport Recife | Totale Sport Recife | Totale Sport Recife | 12         | 3          |                 | 6               | 1               |                    | -                  | -                  |             | 21          | 3           | 39     | 7      |
| 2015-2016           | Hoffenheim          | BL                  | 1          | 0          | CG              | 0               | 0               | -                  | -                  | -                  | -           | -           | -           | 1      | 0      |
| 2016-2017           | Rapid Vienna        | BL                  | 33         | 8          | CA              | 5               | 3               | UEL                | 10                 | 2                  | -           | -           | -           | 48     | 13     |
| 2017-2018           | Rapid Vienna        | BL                  | 27         | 7          | CA              | 4               | 1               | -                  | -                  | -                  | -           | -           | -           | 31     | 8      |
| Totale Rapid Vienna | Totale Rapid Vienna | Totale Rapid Vienna | 60         | 15         |                 | 9               | 4               |                    | 10                 | 2                  |             | -           | -           | 79     | 21     |
| 2018-2019           | Hoffenheim          | BL                  | 28         | 7          | CG              | 2               | 3               | UCL                | 5                  | 1                  | -           | -           | -           | 35     | 11     |
| Totale Hoffenheim   | Totale Hoffenheim   | Totale Hoffenheim   | 29         | 7          |                 | 2               | 3               |                    | 5                  | 1                  |             | -           | -           | 36     | 11     |
| 2019-2020           | Newcastle Utd       | PL                  | 38         | 2          | FACup+CdL       | 6+0             | 2               | -                  | -                  | -                  | -           | -           | -           | 44     | 4      |
| 2020-2021           | Newcastle Utd       | PL                  | 31         | 4          | FACup+CdL       | 1+4             | 0+2             | -                  | -                  | -                  | -           | -           | -           | 36     | 6      |
| 2021-2022           | Newcastle Utd       | PL                  | 35         | 4          | FACup+CdL       | 1+1             | 0               | -                  | -                  | -                  | -           | -           | -           | 37     | 4      |
| 2022-2023           | Newcastle Utd       | PL                  | 32         | 6          | FACup+CdL       | 1+7             | 0+2             | -                  | -                  | -                  | -           | -           | -           | 40     | 8      |
| 2023-2024           | Newcastle Utd       | PL                  | 20         | 2          | FACup+CdL       | 1+2             | 0               | UCL                | 4                  | 1                  | -           | -           | -           | 27     | 3      |
| 2024-2025           | Newcastle Utd       | PL                  | 24         | 4          | FACup+CdL       | 2+6             | 0               |                    | -                  | -                  | -           | -           | -           | 32     | 4      |
| Totale Newcastle    | Totale Newcastle    | Totale Newcastle    | 180        | 22         |                 | 32              | 6               |                    | 4                  | 1                  |             | -           | -           | 216    | 29     |
| Totale carriera     | Totale carriera     | Totale carriera     | 301        | 50         |                 | 49              | 14              |                    | 19                 | 4                  |             | -           | -           | 369    | 68     |

### Cronologia presenze e reti in nazionale
| Cronologia completa delle presenze e delle reti in nazionale ― Brasile | Cronologia completa delle presenze e delle reti in nazionale ― Brasile | Cronologia completa delle presenze e delle reti in nazionale ― Brasile | Cronologia completa delle presenze e delle reti in nazionale ― Brasile | Cronologia completa delle presenze e delle reti in nazionale ― Brasile | Cronologia completa delle presenze e delle reti in nazionale ― Brasile | Cronologia completa delle presenze e delle reti in nazionale ― Brasile | Cronologia completa delle presenze e delle reti in nazionale ― Brasile |
| Data                                                                   | Città                                                                  | In casa                                                                | Risultato                                                              | Ospiti                                                                 | Competizione                                                           | Reti                                                                   | Note                                                                   |
| ---------------------------------------------------------------------- | ---------------------------------------------------------------------- | ---------------------------------------------------------------------- | ---------------------------------------------------------------------- | ---------------------------------------------------------------------- | ---------------------------------------------------------------------- | ---------------------------------------------------------------------- | ---------------------------------------------------------------------- |
| 17-6-2023                                                              | Cornellà de Llobregat                                                  | Brasile                                                                | 4 – 1                                                                  | Guinea                                                                 | Amichevole                                                             | 1                                                                      | 65’                                                                    |
| 20-6-2023                                                              | Lisbona                                                                | Brasile                                                                | 2 – 4                                                                  | Senegal                                                                | Amichevole                                                             | -                                                                      | 67’                                                                    |
| 8-9-2023                                                               | Belém                                                                  | Brasile                                                                | 5 – 1                                                                  | Bolivia                                                                | Qual. Mondiali 2026                                                    | -                                                                      | 71’                                                                    |
| 12-9-2023                                                              | Lima                                                                   | Perù                                                                   | 0 – 1                                                                  | Brasile                                                                | Qual. Mondiali 2026                                                    | -                                                                      | 85’                                                                    |
| 21-11-2023                                                             | Rio de Janeiro                                                         | Brasile                                                                | 0 – 1                                                                  | Argentina                                                              | Qual. Mondiali 2026                                                    | -                                                                      | 72’ 81’                                                                |
| 20-3-2025                                                              | Brasilia                                                               | Brasile                                                                | 2 – 1                                                                  | Colombia                                                               | Qual. Mondiali 2026                                                    | -                                                                      | 28’ 86’                                                                |
| 25-3-2025                                                              | Buenos Aires                                                           | Argentina                                                              | 4 – 1                                                                  | Brasile                                                                | Qual. Mondiali 2026                                                    | -                                                                      | 46’                                                                    |
| Totale                                                                 |                                                                        | Presenze                                                               | 7                                                                      |                                                                        | Reti                                                                   | 1                                                                      |                                                                        |

## Palmares

### Club

#### Competizioni statali
- Campionato Pernambucano: 1

Sport Recife: 2014

#### Competizioni nazionali
- Coppa di Lega inglese: 1

Newcastle: 2024-2025